# همانطور که او می‌خواهد
همانطور که او می‌خواهد (به انگلیسی: As She Pleases) نخستین آلبوم چندآهنگهٔ خواننده و ترانه‌پرداز آمریکایی مدیسون بییر می‌باشد که در ۲ فوریهٔ ۲۰۱۸ از سوی اکسس منتشر گردید. این ئی‌پی با انتشار سه تک‌آهنگ «مرده»، «تو روم بگو» و «خونه با تو» معرفی و حمایت شد. این ئی‌پی در جدول بیلبورد ۲۰۰ با رتبهٔ ۹۳ وارد شد و بالاترین جایگاهٔ خود را در این رتبه ثبت کرد، همچنین به جمع ده آلبوم برتر جدول آلبوم‌های مستقل ایالات متحده آمریکا راه یافت.